# Amédée Dufaure
Louis Jules Amédée Dufaure est un homme politique français né le 27 novembre 1851 à Paris et décédé le 11 juin 1915 à Paris.

## Biographie
Fils de Jules Dufaure, président du Conseil, et petit-fils de Pierre Amédée Jaubert, Amédée Dufaure commence une carrière dans la diplomatie, après des études de droit à la Faculté de Paris pendant lesquelles il officiait également comme secrétaire de Ferdinand Duval, préfet de la Seine. Son premier poste fut à l'Ambassade de France au Vatican comme attaché d'ambassade. Il fut ensuite affecté à Madrid avant d'être rapatrié pour devenir directeur de la presse au ministère des Affaires étrangères puis chef de cabinet de son père, ministre de la Justice et président du Conseil. 
En 1879, après le départ de son père du gouvernement, il quitta le service public pour devenir administrateur des Assurances générales et se consacrer également à l'œuvre des écoles libres congréganistes. 
Candidat conservateur, il est élu conseiller municipal de Paris le 4 mai 1884, dans le quartier de la Madeleine par 1.809 voix sur 3.992 votants et fit partie du groupe de la Droite. Il fut élu par le même quartier aux élections municipales de 1887 et devint également conseiller général de la Seine. Il est député de Seine-et-Oise dans la circonscription d'Étampes de 1889 à 1893 (il résidait souvent au château de Gillevoisin, propriété familiale, dans la région) et fait partie des secrétaires de la Chambre en 1889. Il s'intéresse particulièrement à l'agriculture. 
Il s'éloigne de la vie politique après sa défaite en 1893, mais revient pour présider le comité électoral royaliste de la Seine de 1896 à 1900. Il fait partie du conseil politique du comte de Paris. Il est aussi proche d'Alfred de Gramont (ce dernier étant propriétaire du château de Magnanville, pas très loin de Pacy-sur-Eure où Amédée Dufaure avait une propriété). Ils se fréquentent dans le cercle autour de Philippe d'Orléans, duc d'Orléans (1880-1926), fils du comte de Paris, nouveau prétendant au trône et exilé en Angleterre. 
Il est enterré au cimetière ancien de Rueil-Malmaison où il avait hérité de la maison de son père et où une rue porte aujourd'hui son nom.
Marié avec Nancy Thomas, fille du banquier Jean Baptiste Ferdinand Thomas et de Lydie Delbos, il est l'arrière-grand-père de la journaliste Alix Dufaure (mère de Vincent Lindon et épouse, d'abord de Laurent Lindon, puis de Pierre Bénichou).

## Sources
- « Amédée Dufaure », dans le Dictionnaire des parlementaires français (1889-1940), sous la direction de Jean Jolly, PUF, 1960 [détail de l’édition]
- Éric Mension-Rigau (dir.), Journal inédit d'Alfred de Gramont  (1892-1915), Fayard, 2011